# Willem Kieft
Willem Kieft (Amsterdam, septembre 1597 - côtes britanniques, septembre 1647) fut un directeur de Nouvelle-Néerlande employé par la Compagnie néerlandaise des Indes occidentales de 1638 à 1647. 

## Biographie
Afin de mobiliser la population de La Nouvelle-Amsterdam derrière lui lors des guerres contre les tribus amérindiennes locales (guerres de Kieft), Willem Kieft crée le « Conseil des douze », premier instrument représentatif politique aux Nouveaux-Pays-Bas.
Il fut remplacé à son poste par Pieter Stuyvesant pour avoir gravement mécontenté les colons. Lors de son retour vers les Provinces-Unies, il fut victime du naufrage du navire Princess sur les côtes britanniques.